# کارکس دیستنس

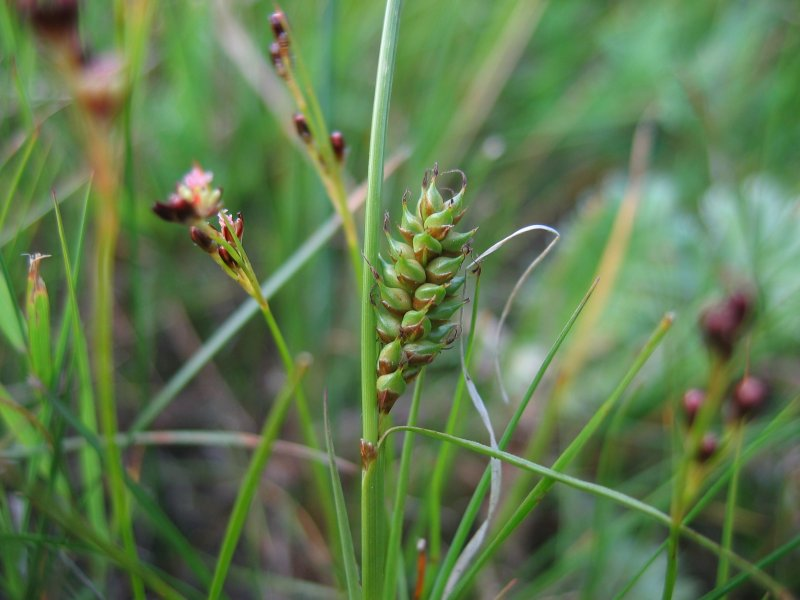
کارکس دیستنس

کارکس دیستنس (به انگلیسی: Carex distans) گونه‌ای از جگنیان است.